# یاسمین ملک‌نصر
یاسمین ملک نصر (زاده ۲۸ اردیبهشت ۱۳۳۴ در تهران) کارگردان و بازیگر سینما ایرانی است وی کارگردان فیلم سینمایی درد مشترک و چند فیلم مستند از جمله افغانستان، حقیقت گمشده است.

## زندگی
یاسمین ملک نصر در سال ۱۳۳۴ در تهران متولد شد. پدرش نظامی بود و موافق بازیگری وی نبود. با این‌همه و به شرط این‌که تنها در پشت دوربین فعالیت داشته باشد به آمریکا رفت و در رشته کارگردانی و تولید سینما و تلویزیون از دانشگاه کالیفرنیای جنوبی در سال ۱۳۵۹ فارغ‌التحصیل شد. وی پس از فارغ‌التحصیلی یک فیلم کوتاه ساخت و به مدت پنج سال در آنجا به عنوان دستیار کارگردان و مدیر تولید چند فیلم فعالیت داشت و چند نمایش نیز کارگردانی کرد. او پس از بازگشت از آمریکا، در اولین بازی سینمایی خود در فیلم «سارا» (۱۳۷۲) ساخته داریوش مهرجویی درخشید و موفق شد جایزه سیمرغ بلورین بهترین بازیگر نقش مکمل زن را از یازدهمین جشنواره فیلم فجر بدست آورد. او دو سال بعد، اولین فیلم بلندش «درد مشترک» (۱۳۷۴) را ساخت که در آن سال‌ها، خیلی مورد توجه قرار نگرفت. در سال‌های بعد او هم چنان در زمینه بازیگری فعال بود. ملک نصر ۸ سال بعد بازهم کاندیدای دریافت جایزه از نوزدهمین جشنواره فیلم فجر شد.

او در طول این سال‌ها چند فیلم مستند ساخته است مانند: بابا باغی، ایران از نگاه زنان خارجی، بم، نجوای باد، عشق و یگانگی وافغانستان، حقیقت گم شده. وی همسر سابق محمود کریمی حکاک (استاد دانشگاه) می‌باشد. که پس از جدایی از وی و بازگشت به ایران ازدواج مجددی داشت. همسر دوم او به کار در سینما اشتغال ندارد.

## فیلم‌شناسی

### بازیگری
- هزاران زن مثل من (۱۳۷۹)
- روبان قرمز (۱۳۷۷) (حضور افتخاری)
- سینما سینماست (۱۳۷۵)
- مادرم گیسو (۱۳۷۴)
- درد مشترک (۱۳۷۳)
- سارا (۱۳۷۱)

### کارگردانی
- درد مشترک (۱۳۷۳)
- بابا باغی (مستند)
- افغانستان، حقیقت گمشده
- بم، نجوای باد

### نویسندگی
- درد مشترک (۱۳۷۳)